# Кагуаська діоцезія
Кагуа́ська діоце́зія (лат. Dioecesis Caguana; ісп. Diócesis de Caguas) — діоцезія римського обряду Католицької церкви в Пуерто-Рико, з центром у місті Кагуас. Охоплює терени острова Пуерто-Рико. Входить до складу Пуерториканської церковної провінції. Суфраганна діоцезія Сан-Хуанської архідіоцезії. Заснована 4 листопада 1964 року. Голова — єпископ Кагуаський. Центральний храм — Кагуаський собор.   Населення — 643,000 ос.; з них католики — 503,000 ос. (78.2%). Чинний голова — Евсебіо Рамос Моралес, єпископ Кагуаський.

## Назва
- Кагуа́ська діоце́зія (лат. Dioecesis Caguana; ісп. Diócesis de Caguas)
- Кагуа́ське єпи́скопство — за титулом ієрарха і назвою катедри.

## Історія
4 листопада 1964 року була створена Кагуаська діоцезія шляхом виокремлення зі складу Понсійської діоцезії і Сан-Хуанської архідіоцезії.
11 березня 2008 року була створена Фахардо-Умакаоська діоцезія  шляхом виокремлення зі складу Кагуаської діоцезії і Сан-Хуанської архідіоцезії.

## Єпископи
- Евсебіо Рамос Моралес

## Статистика
Згідно з «Annuario Pontificio» і Catholic-Hierarchy.org:
| Рік  | Населення | Населення | Населення | Священики | Священики | Священики | Священики           | Диякони | Ченці    | Ченці | Парафії |
| Рік  | католики  | загалом   | %         | загалом   | секулярні | ченці     | вірних на священика | Диякони | чоловіки | жінки | Парафії |
| ---- | --------- | --------- | --------- | --------- | --------- | --------- | ------------------- | ------- | -------- | ----- | ------- |
| 1965 | 431.804   | 531.433   | 81,3      | 85        | 24        | 61        | 5.080               |         | 113      | 98    | 25      |
| 1970 | 472.078   | 524.531   | 90,0      | 132       | 42        | 90        | 3.576               |         | 100      | 100   | 32      |
| 1976 | 542.529   | 580.000   | 93,5      | 107       | 34        | 73        | 5.070               |         | 84       | 133   | 35      |
| 1980 | 474.000   | 559.000   | 84,8      | 108       | 29        | 79        | 4.388               |         | 93       | 105   | 32      |
| 1990 | 551.000   | 635.000   | 86,8      | 106       | 46        | 60        | 5.198               | 37      | 85       | 125   | 40      |
| 1999 | 515.000   | 653.012   | 78,9      | 113       | 62        | 51        | 4.557               | 60      | 69       | 148   | 43      |
| 2000 | 515.000   | 653.012   | 78,9      | 120       | 66        | 54        | 4.291               | 69      | 72       | 154   | 43      |
| 2001 | 515.000   | 653.012   | 78,9      | 111       | 65        | 46        | 4.639               | 67      | 64       | 143   | 43      |
| 2002 | 515.000   | 653.012   | 78,9      | 111       | 65        | 46        | 4.639               | 67      | 63       | 140   | 43      |
| 2003 | 540.000   | 717.912   | 75,2      | 102       | 65        | 37        | 5.294               | 81      | 54       | 133   | 43      |
| 2004 | 515.000   | 717.912   | 71,7      | 107       | 64        | 43        | 4.813               | 81      | 60       | 130   | 43      |
| 2006 | 518.000   | 721.700   | 71,8      | 101       | 66        | 35        | 5.128               | 80      | 42       | 111   | 43      |
| 2013 | 503.000   | 643.000   | 78,2      | 70        | 43        | 27        | 7.185               | 98      | 33       | 78    | 34      |